# Liang Xuan
Liang Xuan (xinès simplificat: 梁旋, pinyin: Liáng Xuán; Liucheng, 1982) guionista, productor i director de pel·lícules d'animació xinès.

## Biografia
Liang Xuan va néixer el 3 de març de 1982 a Liucheng, província de Liuzhou (Xina). Va voler entrar a estudiar a l'Acadèmia de Cinema de Pequin, però va ser rebutjat dos cops i va decidir estudiarenginyeria tèrmica i elèctrica a la Universitat de Tsinghua.
L'any 2003 va abandonar els estudis tècnics i va fundar conjuntament amb Zhang Chun la productora cinematogràfica B&T Studio. Entre el 2004 i el 2005 Liang va tenir la idea, que més tard acabaria convertint-se en la pel·lícula d' animació 大鱼海棠 (Big fish & Begonia).
Va començar el procés creatiu del llargmetratge juntament amb Zhang Chun, realitzant un curt que servís de mostra, ja que a causa de la manca de recursos la pel·lícula no es podia realitzar immediatament. No va ser fins al 2013 que la productora Beijing Enlight Media es va interessar pel projecte, gràcies a un tràiler de set minuts que van penjar a la xarxa social Sina Weibo.
A partir del 2013, i amb l'ajuda econòmica de Beijing Enlight Media, i una campanya de crowdfunding per internet, recaptant més d'1,58 milions de iuans de 3.996 internautes, van poder començar el desenvolupament del primer film de B&T Studio amb la col·laboració de Studio Mir.
A Liang Xuan i Zhan Chun, se'ls van sumar Wang Changtian, que es va encarregar de la producció, i Kiyoshi Yoshida, que es va fer càrrec de la part musical. Finalment, el llargmetratge es va presentar el 2016, però no va ser fins al 2018 que es va poder exhibir fora de la Xina.
Gràcies a l'èxit als Estats Units, Big fish & Begonia va ser una de les fermes candidates per guanyar l'Oscar de l'any 2019 a la millor Pel·lícula d'Animació.

## Big Fish & Begonia
El llargmetratge està inspirat en antigues llegendes tradicionals xineses. S'hi incorporen diversos elements de la cultura xinesa. Alguns crítics l'han comparat, pel que fa als components cinematogràfics i artístics, a una certa similitud amb les pel·lícules de l’estudi japonès d’animació Studio Ghibli.
Hi ha un projecte per l'any 2023 per fer Big Fish and Begonia 2.